# ديفيد كرانستون
ديفيد كرانستون (بالإنجليزية: David Cranston)‏ هو شخصية أعمال بريطاني، ولد في 20 أكتوبر 1945.